# Susan Smith
Ne doit pas être confondu avec Susan Smit.
Susan Leigh Vaughan Smith, née le 26 septembre 1971 à Union (Caroline du Sud), est une détenue américaine condamnée à une peine d'emprisonnement à perpétuité avec possibilité de libération conditionnelle après avoir purgé 30 ans de prison pour le meurtre de ses deux enfants, Michael, âgé de 3 ans, et Alexander, âgé de 14 mois. 
L’affaire a attiré l’attention de la communauté internationale en raison de la fausse affirmation de Smith selon laquelle un Afro-Américain aurait enlevé ses fils lors d’un carjacking. Ses avocats, David Bruck et Judy Clarke, ont appelé des témoins experts pour prouver qu'elle souffrait de problèmes de santé mentale qui compromettaient son jugement quand elle a commis les crimes.
Selon le département des services correctionnels de Caroline du Sud, Smith sera éligible à la libération conditionnelle le 4 novembre 2024, après avoir purgé au moins 30 ans de prison. Elle est incarcérée à l'établissement correctionnel de Leath, près de Greenwood, en Caroline du Sud.

## Antécédents familiaux
Susan Smith a rarement eu une vie familiale stable. Son père s'est suicidé quand elle avait six ans et Smith elle-même a tenté de se suicider à l'âge de 13 ans. Sa mère a ensuite épousé Beverly Russell, un membre de la section locale de la Christian Coalition, qui s'est révélé avoir ensuite agressé Smith quand elle était adolescente. Un journal a affirmé que les relations sexuelles entre eux s'étaient poursuivies jusqu'à six mois avant les meurtres. 
Après avoir obtenu son diplôme d'études secondaires en 1989, Smith a tenté une deuxième fois de mettre fin à ses jours. Elle a épousé David Smith et ils ont eu deux fils. La relation était houleuse à cause d'accusations mutuelles d'infidélité et ils se sont séparés à plusieurs reprises. 

## Crimes
Le 25 octobre 1994, Smith a signalé à la police que son véhicule avait été volé par un homme à la peau noire qui était parti avec ses fils toujours à l'intérieur. Pendant neuf jours, elle a plaidé de façon dramatique à la télévision nationale pour leur sauvetage et leur retour. Cependant, à la suite d'une enquête intensive et de recherches au niveau national, elle a avoué le 3 novembre 1994 avoir laissé sa voiture rouler dans le lac voisin John D. Long, les noyant à l'intérieur. Sa motivation était apparemment de pouvoir entretenir une relation avec un homme riche de la région, alors même qu'il n'avait aucune intention de fonder une famille. Elle a déclaré qu'il n'y avait aucun motif et qu'elle n'avait pas planifié les meurtres, affirmant qu'elle n'était pas dans un bon état de santé mentale. 
Une enquête ultérieure a révélé que les détectives doutaient de l'histoire de Smith dès le début et croyaient qu'elle avait assassiné ses fils. Au deuxième jour de l'enquête, la police soupçonna qu'elle connaissait leur emplacement et espérait qu'ils étaient toujours vivants. Les enquêteurs ont commencé à fouiller les lacs et les étangs à proximité, y compris le lac John D. Long, où leurs corps ont finalement été retrouvés. Les premières fouilles dans l’eau n’ont pas permis de localiser la voiture car la police a estimé qu’elle se trouverait à moins de 30 pieds du rivage et elle n’a pas cherché plus loin; elle s'est avérée être à 120 pieds du rivage. Deux jours après la disparition des enfants, Susan Smith et son ex-mari David ont été soumis à un test polygraphique. La découverte la plus importante de l'affaire était sa description du lieu du vol de la voiture. Elle avait prétendu qu'un feu de signalisation avait viré au rouge, ce qui l'avait donc obligée à s'arrêter à une intersection vide. Cependant, il a été déterminé que le feu ne serait pas devenu rouge s'il n'y avait pas un véhicule sur le croisement. Cela contredit sa déclaration selon laquelle elle n’a pas vu d’autres voitures sur place au moment du vol de voiture. 
Le psychiatre de la défense de Smith lui diagnostiqua un trouble de la personnalité et une dépression majeure.

## Incarcération
Smith a été incarcéré dans l'unité d'isolement préventif de l'établissement correctionnel Camille Griffin Graham à Columbia, en Caroline du Sud. 
En 2003, elle a placé une annonce personnelle sur le site internet WriteAPrisoner.com, qui a ensuite été retirée. 
Au cours de l'incarcération de Smith à l'établissement correctionnel Camille Griffin Graham, deux agents pénitentiaires, le lieutenant Houston Cagle et le capitaine Alfred R. Rowe Jr., ont été inculpés après avoir eu des relations sexuelles avec elle. Par conséquent, elle a été transférée dans une prison de Greenwood.